# HD 5128
HD 5128，又名BD+51 179，SAO 21814、HR 250，是一颗恒星，视星等为6.27，位于銀經123.29，銀緯-10.18，其B1900.0坐标为赤經0h 48m 1.1s，赤緯+52° -10.18′ 49″。